# 上田耕一郎
上田 耕一郎（うえだ こういちろう、1927年〈昭和2年〉3月9日 - 2008年〈平成20年〉10月30日）は、日本の政治家。日本共産党中央委員会名誉役員。長く参議院議員として活動するとともに、党宣伝局長、政策委員長、副委員長などを歴任した。日本共産党前議長の不破哲三（本名・上田建二郎）は実弟。

## 来歴
1927年（昭和2年）3月9日、教育評論家の上田庄三郎の長男として神奈川県茅ヶ崎市に生まれる。
府立六中（現東京都立新宿高等学校）を経て、旧制一高へ入学した。

### 日本共産党入党以後
旧制一高在学中の1946年（昭和21年）に日本共産党へ入党する。1951年（昭和26年）、東京大学経済学部を卒業する。東大における日本共産党細胞一期生であり、大学卒業後に『中野新報』の記者として地域のオルグ活動へ従事し、いわゆる「中野懇談会」を足場に活躍した。
1956年（昭和31年）、『戦後革命論争史』で左派論壇にデビューし、日本共産党内の構造改革派とも見なされてきた。

### 日本共産党宮本体制下の幹部へ
しかし、宮本顕治を中心に進められた綱領論争の中で1961年の第8回党大会で確定した「反帝反独占の民主主義革命」の新綱領の立場に立った。そのため、戦後日本共産党へ率直に改革を記した自身の著書『戦後革命論争史』を絶版した。それだけでなく「自己批判」もし、以後宮本体制の中で幹部になり、党方針の中心的担い手として活動した。
1973年（昭和48年）には「民主連合政府綱領」を提案し、独自路線を主張する日本共産党中央幹部の中では、比較的、他党との連携を模索する立場をうかがわせている。党中央機関紙『しんぶん赤旗』編集長になったあとも、日本共産党宣伝局長、政策委員長を経て、副委員長を歴任した。

### 国会議員時代
1974年の第10回参議院議員通常選挙で東京地方区から当選、その後連続4期務めた。
1998年（平成10年）の第18回参議院議員通常選挙には不出馬、議員を引退した。東京都選挙区の後継は、全国革新懇代表世話人・原水爆禁止世界大会(原水爆禁止日本協議会)議長団・日本婦人団体連合会副会長・新日本婦人の会の会長を務めていた井上美代。

### 議員引退後
議員引退後も2006年まで、日本共産党の党副委員長を続けていた。その後に名誉役員となったあとも、講演会や演説会で壇上へ立つ活動を続けた。2008年10月30日、東京都内の病院で 慢性呼吸不全で死去した。

## 日本共産党の理論における影響
冷戦時代に自説に基づいた論文発表し、日本共産党の理論的支柱を担っていた。1962年、ソビエト連邦による核実験の支持（きれいな核）と、核兵器全面禁止運動は矛盾しないとする論文を発表した。
- 社会主義国の軍事力は、アメリカの強大な核戦力に抗するための平和維持目的である。核兵器の所持もその目的に不可欠である。
- 社会主義国の軍事力は、各国人民の闘争と結びついて植民地戦争の抑止に役立っている。
- 帝国主義と社会主義の軍事力を同列視してはならない。ソ連に戦力の削減を要求することこそ帝国主義戦争への加担である。

との趣旨である。
日本共産党からは死後も評価されている。

## 人物・批判
- 立憲民主党の元参議院議員でジャーナリストの有田芳生は、赤旗に掲載された上田らの論文を読んで感動したことがきっかけで18歳の時に日本共産党へ入党した。有田は1990年、閉鎖的な日本共産党について党内外から自由で建設的な議論を起こすことを意図して、学者や文化人らの提言を載せた書籍「日本共産党への手紙」を編集した。事前に有田が確認を取った際に上田は「いい企画だ」と賛同していたにもかかわらず、党内から批判が起きると「だから（出版を）やめろと言っただろう！」と掌返しした。上田に失望した有田は、「これが『政治的人間』というものか」と思ったと明かしている[1]。有田はこの件で共産党を除籍された。

## その他
「天才マルクス兄弟」と呼ばれ、西武百貨店の経営者堤清二と懇意にしていた。

## 著書
- 「戦後革命論争史」 上下　大月書店 、1956 (戦後日本の分析)
- 「マルクス主義と現代イデオロギー」 不破哲三共著 大月書店 、1963
- 「マルクス主義と平和運動」 大月書店 、1965
- 「1970年と安保・沖縄問題」 新日本出版社・新書 、1968
- 「統一戦線と現代イデオロギー」 新日本出版社 、1969
- 「日本の進路とマルクス主義」 新日本出版社・新書 、1972
- 「先進国革命の理論」 大月書店 、1973
- 「上田耕一郎対談集」 大月書店 、1974
- 「民主的変革の道の探求」 大月書店・国民文庫 、1974
- 「民主連合政府で日本はこうなる 覆面批判への反論」 工藤晃共編著 新日本出版社・新書 、1974
- 「現代危機と変革の理論」 飯塚繁太郎共著 現代史出版会 、1975
- 「理論戦線の到達点と課題」 不破哲三共著 日本共産党中央委員会出版局 、1976
- 「構造疑獄ロッキード」 編著 新日本出版社・新書 、1976
- 「統一戦線論争」 新日本出版社 、1977
- 「現代を探る 上田耕一郎多角討論」 白石書店 、1979
- 「講座現代日本と社会主義への道」 新日本出版社 、1980
- 「上田耕一郎政策論集 政策活動の理論と実践」　上下 新日本出版社 、1980
- 「80年代と安保論争」 大月書店 、1980
- 「現代世界と社会主義」 大月書店 、1982
- 「世界と日本をどうみる」 新日本出版社 、1983
- 「第三の危機 現代の構造」 大月書店 、1984
- 「青年の未来と社会主義」 新日本出版社・新書 、1985
- 「日米核軍事同盟」 新日本出版社・新書 、1986
- 「講座社会主義 その理論と展望」 新日本出版社 、1986
- 「平和と安全の「哲学」」 新日本出版社 、1987
- 「現代の資本主義・社会主義 21世紀への展望」 新日本出版社 、1988
- 「消費税・政治対決の分析」 新日本出版社 、1989
- 「歴史の転換期に!  ソ連の混迷、日本の進路」 新日本出版社 、1991
- 「談々自在」 新日本出版社 、1992
- 「政界再編と日本の進路」 新日本出版社 、1993
- 「構造変動の時代」 新日本出版社 、1995
- 「安保・沖縄問題と集団的自衛権」 新日本出版社 、1997
- 「新ガイドラインと米世界戦略」 新日本出版社 、1998
- 「国会議員」 平凡社新書 、1999
- 「変革の世紀 日本の国際的位置と役割」 新日本出版社 、1999
- 「戦争・憲法と常備軍」 大月書店、2001
- 「ブッシュ新帝国主義論」 新日本出版社、2002
- 「憲法改悪反対・九条を守る 国民的運動の今と明日」 新日本出版社、2005
- 「人生の同行者 上田耕一郎×小柴昌俊・鶴見俊輔・小田実対談」 新日本出版社、2006